# T4, un médecin sous le nazisme
Pour plus de détails, voir Fiche technique et Distribution.
T4, un médecin sous le nazisme, est un film documentaire de Catherine Bernstein consacré à l'Aktion T4 à travers l'action du neurologue Julius Hallervorden.

## Présentation
Le documentaire présente le programme nazi Aktion T4 visant à l'élimination d'handicapés mentaux ou physiques.
Il suit la carrière de Julius Hallervorden, neurologue qui utilisa le programme pour ses propres recherches. Le médecin a récupéré 690 cerveaux de victimes pour ses recherches sur les pathologies mentales.
Après la guerre, Julius Hallervorden ne fut pas inquiété. Il reçut en 1956 l'Ordre du Mérite de la République fédérale d'Allemagne.

## Récompense
- Prix du public au Festival des créations télévisuelles de Luchon en 2016[3].

### Sources
- « T4, un médecin sous le nazisme - un film de Catherine Bernstein », sur fondationshoah.org, Fondation pour la mémoire de la Shoah (consulté le 29 février 2016)
- Christine Rousseau, « T4, prologue de la solution finale », Le Monde,‎ 29 février 2016 (ISSN 0395-2037, lire en ligne, consulté le 29 février 2016)